# John Griggs Thompson

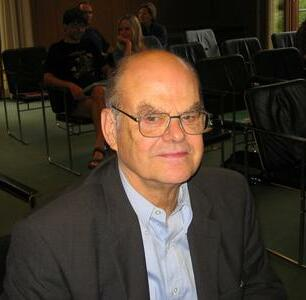
John Griggs Thompson (2007)

John Griggs Thompson (* 13. Oktober 1932 in Ottawa, Kansas, USA) ist ein US-amerikanischer Mathematiker, der besonders für Arbeiten in der Gruppentheorie bekannt ist.

## Leben
Er erhielt seinen B.A. von der Yale University 1955 und promovierte 1959 an der University of Chicago bei dem Algebraiker Saunders MacLane („A proof that a finite group with a fixed-point-free automorphism of prime order is nilpotent“ löst eine Vermutung von Ferdinand Georg Frobenius). Danach lehrte er 1961 bis 1962 in Harvard, an der University of Chicago und ab 1968 in Cambridge in England (ab 1970 war er dort Rouse-Ball-Professor) und an der University of Florida. An beiden Universitäten ist er heute emeritiert.
Von Thompson stammen wesentliche Beiträge zur Klassifikation der endlichen einfachen Gruppen (einfache Gruppen sind Gruppen ohne nicht-triviale Normalteiler und können so als eine Art „Atome“ der Gruppentheorie angesehen werden). Sein monumentaler Beweis mit Walter Feit, dass nicht-abelsche endliche einfache Gruppen gerade Ordnung haben (odd order paper), erschien 1963 im Pacific Journal of Mathematics (Solvability of groups of odd order, Band 13, S. 775–1023) und ist heute als Satz von Feit-Thompson bekannt. Der Beweis zeigte, dass die Klassifikation der endlichen einfachen Gruppen „angreifbar“ war. In den folgenden Jahren vollführte er einen Teil des Programms und klassifizierte die minimalen endlichen einfachen Gruppen (ohne andere einfache Gruppen als Faktorgruppen). Genauer klassifizierte er die Gruppen mit auflösbaren lokalen Untergruppen. Als Korollar gilt, dass eine endliche Gruppe genau dann auflösbar ist, wenn jede Untergruppe, die von zwei Elementen erzeugt wird, auflösbar ist. Vor allem für diese Folgearbeiten erhielt er die Fields-Medaille.
Die Thompsongruppe Th, eine der sporadischen endlichen einfachen Gruppen, ist nach ihm benannt.
Er arbeitete auch über die Umkehrung der Galoistheorie. Er fand ein notwendiges Kriterium dafür, dass endliche Gruppen Galoisgruppen über {\displaystyle \mathbb {Q} } sind (die Monstergruppe erfüllt dieses Kriterium, ist also Symmetriegruppe einer algebraischen Gleichung und kann durch Angabe dieser Gleichung vollständig charakterisiert werden).
1966 hielt er einen Plenarvortrag auf dem Internationalen Mathematikerkongress in Moskau (Characterizations of Finite Simple Groups).
Zu seinen Doktoranden zählen David Goldschmidt, Robert Griess, Richard Lyons, Charles Sims.

## Auszeichnungen
- 1965 Colepreis (mit Walter Feit)
- 1970 Fields-Medaille
- 1971 Mitglied der National Academy of Sciences
- 1985 Sylvester-Medaille der Royal Society
- 1992 Wolf-Preis und Poincaré Medaille der französischen Akademie der Wissenschaften
- 1998 Mitglied der American Academy of Arts and Sciences
- 2008 Abelpreis (mit Jacques Tits), für die grundlegenden Beiträge zur Algebra
- 2013 De-Morgan-Medaille